# Rumjancevova 696
Dům v ulici Rumjancevova čp. 696 je městský dům v Liberci. Je chráněn jako kulturní památka.

## Historie
Dům si pro sebe nechal zbudovat liberecký stavitel Adolf Bürger v roce 1899. Stavba byla dokončena o rok později. Roku 1937 zakoupil dům stát pro zřízení školy uniformované policie. Po mnichovské dohodě a zabrání Sudet si však budovu pro sebe zabralo Gestapo. Ve sklepě domu pak vybudovalo vězeňské kobky a o pár desítek metrů dál se nacházelo i popraviště. Gestapo však popravovalo i přímo ve sklepě vedlejšího domu.
Na jaře 1945 zde zasedal německý - liberecký stanný soud. Zasedal třikrát: 22. února, 16. března a 30. dubna 1945, přičemž vynesl 18 rozsudků smrti. Na konci druhé světové války zřídila v domě svůj štáb Rudá armáda pod velením plukovníka Lykova. Toho později vystřídal plukovník Rumjancev, který zde zůstal až do prosince 1945. Poté zde byly kancelářské prostory. Od roku 1964 byl dům kulturní památkou. Roku 1984 byl v domě otevřen Památník odboje, na kterém probíhaly práce od srpna 1979. Po sametové revoluci byl zrušen.
Liberecká organizace Archa13 se okolo roku 2015 angažovala v otevření prostoru sklepní mučírny.

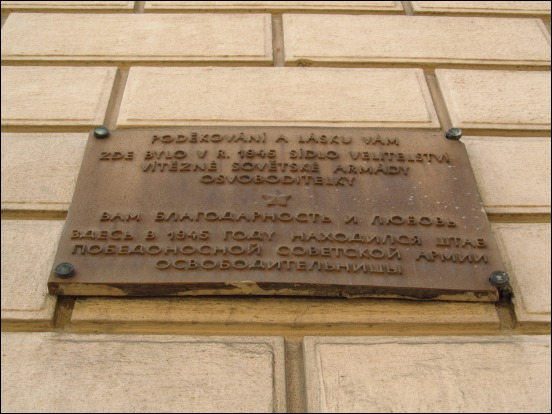
Pamětní deska napravo od vchodu

## Popis
Původně obytný třípodlažní dům. Hlavní fasáda je orientována na jihovýchod do ulice, kde má ve středu portál. Nad portálem je arkýř, druhý arkýř se pak nachází na nároží. Nad vstupem do domu je štuková kartuše s dvojicí vřeten v erbovním poli, po stranách kartuše je dvojice delfínů.
Napravo od vchodu je umístěna bronzová deska s odkazem na Rudou armádu s nápisem:
Poděkování a lásku vám 
 zde bylo v r. 1945 sídlo velitelství vítězné sovětské armády osvoboditelky